# Saint-Maurice-près-Pionsat
Saint-Maurice-près-Pionsat ist eine französische Gemeinde mit 363 Einwohnern (Stand 1. Januar 2022) im Département Puy-de-Dôme in der Region Auvergne-Rhône-Alpes (vor 2016 Auvergne). Sie gehört zum Arrondissement Riom und zum Kanton Saint-Éloy-les-Mines (bis 2015 Pionsat). 

## Geographie
Saint-Maurice-près-Pionsat liegt in der Landschaft Combraille im Norden des Zentralmassives, etwa 35 Kilometer südlich von Montluçon. An der westlichen Gemeindegrenze verläuft der Fluss Pampeluze, im Nordosten der Mousson und im Osten dessen Zufluss Jobet.
Die angrenzenden Gemeinden sind Château-sur-Cher im Norden, Saint-Hilaire im Norden und Nordosten, Bussières im Osten, Roche-d’Agoux im Südosten, Vergheas im Süden sowie Charron im Westen und Nordwesten.

## Weblinks

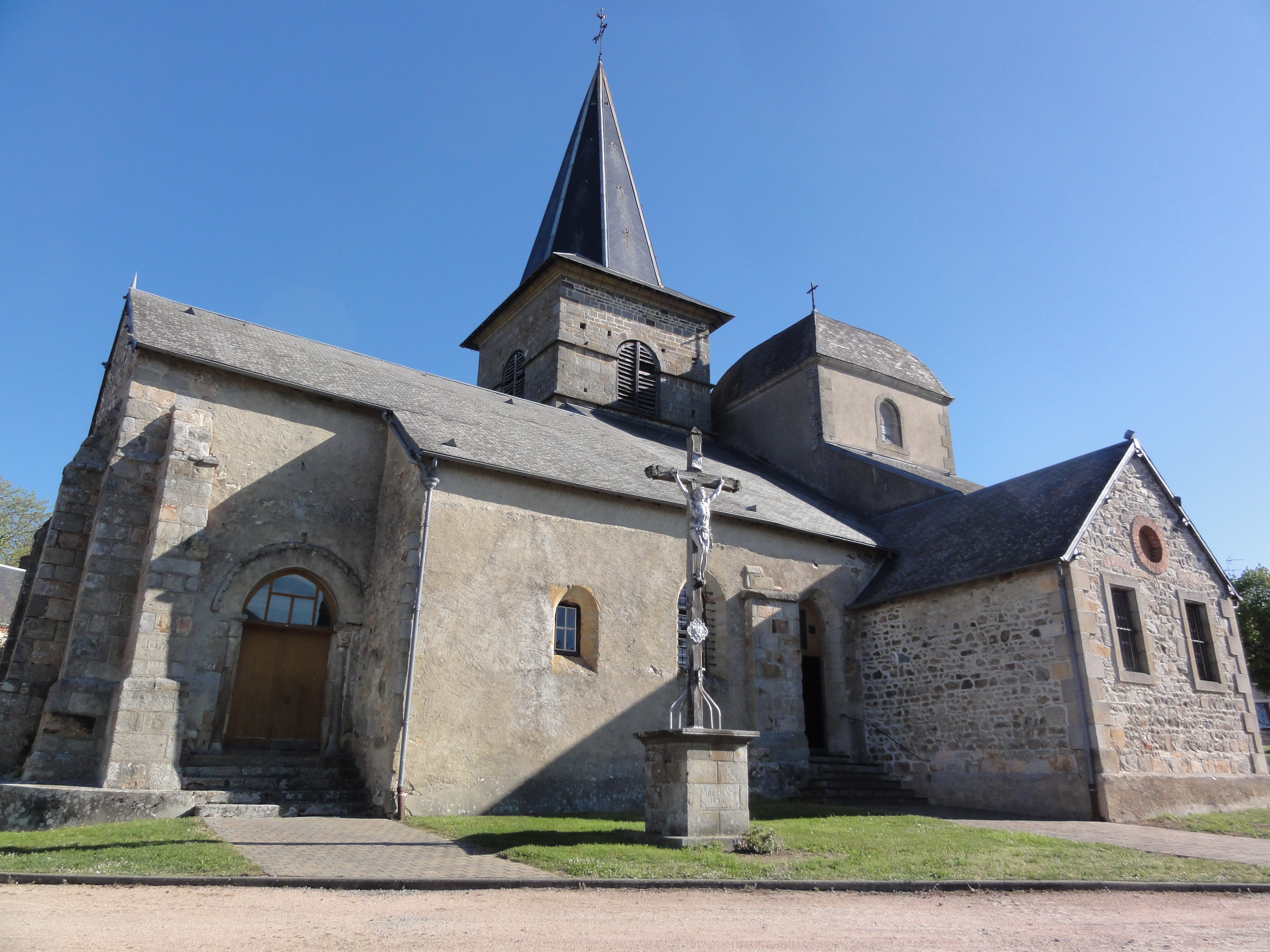
Kirche Saint-Maurice

## Bevölkerungsentwicklung
| Jahr                       | 1962 | 1968 | 1975 | 1982 | 1990 | 1999 | 2006 | 2013 |
| Einwohner                  | 712  | 663  | 612  | 523  | 464  | 388  | 378  | 367  |
| Quellen: Cassini und INSEE |      |      |      |      |      |      |      |      |

## Sehenswürdigkeiten
- Kirche Saint-Maurice